# 塔瑪蘭·索雷爾
托爾德·塔瑪蘭·特奧爾多·索雷爾（瑞典語：Tord Tamerlan Teodor Thorell，1830年5月3日—1901年12月22日）是一名瑞典蛛形動物學家。
索雷爾曾在熱那亞市立自然博物館跟隨賈科莫·多利亞研究蜘蛛。他與奧塔維斯·皮卡德-坎布里奇、歐仁·西蒙和托馬斯·沃克曼等其他蛛形動物學家通信。
從1850年代到1900年，他描述了1,000多種蜘蛛。